# Лачезара Стоєва
Пані Лачезара Стоєва (болг. Лъчезара Стоева; 1977, Софія) — болгарська дипломатка. Постійний представник Болгарії при Організації Об'єднаних Націй (з 2021).

## Життєпис
Народилася в 1977 році в Софії, Болгарія. Має ступінь магістра з європейської політики та уряду в Лондонській школі економіки та політології в Софійському університеті «Св. Климент Охридський».
З 2013 по 2014 рр. очолювала Департамент контролю над озброєннями та нерозповсюдження в МЗС Болгарії, а з 2012 по 2013 рр. — Департамент міжнародного співробітництва в галузі розвитку. Вперше вона приєдналася до Міністерства у 2002 р. і працювала багато з питань міжнародної безпеки з акцентом на питаннях контролю над озброєннями, нерозповсюдження та ООН.
До 2021 року очолювала Департамент економічних, фінансових та адміністративних справ ООН у Міністерстві закордонних справ Болгарії. Вона обіймала посаду заступника постійного представника при ООН з 2016 по 2019 рік, до цього була виконувачкою обов'язків заступника постійного представника та радника, відповідала за питання, зокрема міжнародну безпеку та роззброєння.
22 лютого 2021 року вручила вірчі грамоти Генеральному секретарю ООН Антоніу Гутеррішу.